# Paryż (powieść)

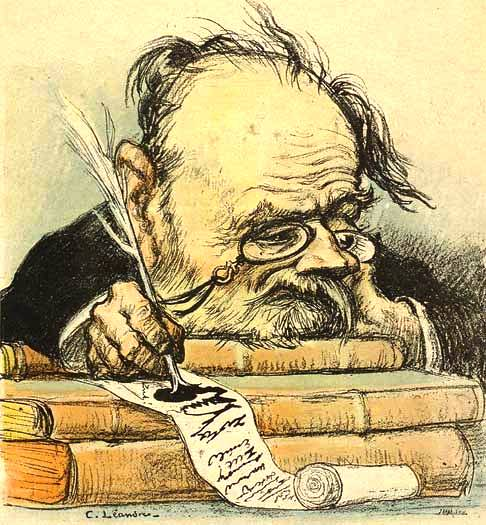
Pan Zola zakończył swój trud wydając na świat <<Paryż>> karykatura Leandre’a

Paryż (oryg. fr. Paris) – powieść Émile’a Zoli z cyklu Trzy miasta, wydana w 1897, stanowiąca ostatni tom tej trylogii i zarazem finał refleksji autora na temat religii, jej relacji z nauką i jej miejsca w społeczeństwie przełomu XIX i XX wieku.

## Okoliczności powstania utworu
Pomysł napisania Paryża powstał już jesienią 1892, w trakcie wyjazdu Zoli do Lourdes i zbierania materiałów do powieści pod tym samym tytułem. W pierwotnym planie dzieło miało stanowić ostateczną konfrontację teorii i praktyki katolicyzmu z proponowaną przez Zolę scjentystyczną koncepcją wiary w postęp, poprawę warunków bytowania człowieka w miarę osiągnięć nauki oraz wykazywania optymizmu w każdej sytuacji. Jednak fala zamachów bombowych zorganizowanych w Paryżu przez anarchistów w latach 1892–1894 skłoniła pisarza do podjęcia polemiki również i z samą ideologią anarchistyczną oraz lansowaną przez nią taktyką działania (propaganda czynem). W tym zakresie Paryż rozwija motyw podjęty już w powieści Germinal, gdzie wyrazicielem idei bezpaństwowych oraz taktyki zamachów był Suwarin, skontrastowany zarówno z przywódcą strajkujących robotników Stefanem Lantierem, jak i z rzecznikiem rokowań z zarządem kopalni Rasseneurem. Opisany w dziele zamach na pałac jednego z paryskich bankierów był bezpośrednio zainspirowany przez atak Auguste’a Vaillanta na paryskie Zgromadzenie Narodowe.

## Treść
Piotr Froment, który pod wpływem wydarzeń opisanych w utworach Lourdes i Rzym całkowicie stracił wiarę, postanawia poświęcić swoje życie działalności dobroczynnej. Z tego powodu wielokrotnie odwiedza dzielnice nędzy w Paryżu, z przerażeniem odkrywając rozmiary tego zjawiska w bogatym mieście i w rozwijającym się technicznie społeczeństwie. Szczególnie wstrząsające wrażenie robią na nim odwiedziny u robotnika Salvata, żyjącego w skrajnym ubóstwie razem z żoną i córeczką. Wkrótce później Piotr przypadkiem odnajduje swojego brata Wilhelma, z którym stracił wiele lat wcześniej wszelki kontakt. Zamieszkuje razem z nim; obserwując ateistyczną, a zarazem pełną radości życia postawę brata, ostatecznie traci złudzenia co do roli religii. Dowiaduje się również, że Wilhelm, chemik z wykształcenia, aby sprzeciwić się wzrastającym społecznym nierównościom, został anarchistą i w swoim mieszkaniu przygotowuje bomby na potrzeby ataków na polityków i bogaczy.
Wkrótce później miastem wstrząsa zamach, którego dokonuje ku przerażeniu Piotra zdesperowany i doprowadzony do ostateczności Salvat. Były robotnik w akcie protestu przeciw swojej sytuacji przystał do anarchistów i spowodował eksplozję u wrót pałacu jednego z najbogatszych mieszkańców miasta. Zamach nie przyniósł jednak spodziewanych konsekwencji: kareta gospodarza przejechała chwilę wcześniej i oddaliła się bez żadnych strat, zginęła natomiast przechodząca obok dziewczynka. Po dramatycznej ucieczce przed policją Salvat zostaje w końcu ujęty, skazany na śmierć i zgilotynowany. Nie oznacza to końca ataków: wkrótce po egzekucji zostaje zorganizowany zamach odwetowy na popularną paryską kawiarnię, który również nie przynosi zamierzonych rezultatów – chociaż są ofiary, rewolucja społeczna nie wybucha. Widząc to, Wilhelm Froment postanawia wykonać z dawna planowany zamach na bazylikę Sacré-Cœur, w której od kilku miesięcy gromadził proch. Udaje się do podziemi świątyni z pochodnią w dniu wielkich uroczystości kościelnych, jednak w ostatniej chwili rezygnuje z wysadzenia gmachu, dochodząc do wniosku o bezcelowości takich metod walki o sprawiedliwość społeczną.
W finale utworu zarówno Piotr, jak i Wilhelm odnajdują równowagę ducha, zrywając ostatecznie zarówno z religią, jak i z anarchizmem, kierując się odtąd optymizmem, wiarą w postęp technologiczny i społeczny oraz pełnym racjonalizmem. Piotr związuje się z wychowanicą Wilhelma Marią, ma z nią dziecko.

## Cechy i przesłanie utworu
Paryż stanowi zwieńczenie podjętej w Trzech miastach krytyki religii katolickiej, przedstawiając ją jako przebrzmiałą i nieczułą na współczesne problemy społeczne. Zamiast niej Zola proponuje własny światopogląd, oparty na wierze w siłę postępu we wszystkich dziedzinach życia ludzkiego, racjonalizmu i życiowego optymizmu. Rozwinięta zostaje w ten sposób filozofia, którą już w cyklu Rougon-Macquartowie wyrażały powieści Radość życia, Doktor Pascal oraz Dzieło. Tylko taka postawa zdaniem autora umożliwia rozwiązywanie dylematów epoki przemysłowej, jak również poprawę warunków życia najuboższych, które Zola wstrząsająco opisuje pisząc o rodzinie Salvatów. Paryż silnie kontrastuje położenie najbiedniejszych z działalnością polityków, Kościoła oraz najbogatszych warstw społecznych Francji, podkreślając jednak równocześnie nieskuteczność taktyki zamachowej proponowanej przez anarchistów. Wyrazem krytyki tej ideologii jest fakt „nawrócenia” Wilhelma, głównego wyraziciela konsekwentnego anarchizmu w utworze, który sam, pod wpływem obserwacji i przemyśleń, rezygnuje z dotychczasowych poglądów.
Ważnym motywem utworu jest literacka polemika z romantyczną monumentalizacją śmierci za swoje przekonania oraz swoisty pastisz frenetycznej fascynacji romantyków momentem wymierzania kary śmierci, którą wyraża scena egzekucji Salvata na gilotynie. Drobiazgowy opis ucieczki Salvata przed policją i strach w obliczu śmierci kontrastuje z obecną we wcześniejszej literaturze francuskiej wizją bohatera oddającego życie za idee, natomiast sam przebieg egzekucji odziera ją z wcześniejszego monumentalizmu (obecnego np. u Wiktora Hugo) – stracenie zamachowca ma miejsce na dziedzińcu więziennym, bez udziału publiczności, a sama gilotyna (co ma znaczenie symboliczne) znajduje się na ziemi, a nie na wynoszącym ją ponad tłum rusztowaniu. Również przebieg zamachu bombowego nie ma cech czynu bohaterskiego – Zola podkreśla jego bezskuteczność oraz bezsensowną śmierć przypadkowej, niewinnej ofiary, chociaż zaznacza również motywację samego zamachowca, którego w odróżnieniu od Suwarina, bohatera Germinala, usprawiedliwia, przypominając o jego wcześniejszym życiu. W zupełnie inny sposób pisze o Wiktorze Mathisie, autorze zamachu odwetowego, studencie, którego postawę piętnuje jako bezmyślną (pierwowzorem tej postaci był autentyczny anarchista Émile Henry).
Obok głównego wątku Piotra i Wilhelma autor rozwija wątek parlamentarny, ukazując przetasowania rządowe będące rezultatem zamachów anarchistycznych oraz niewielkie rezultaty społeczne toczonych w Zgromadzeniu Narodowym debat, kolejnych upadków gabinetów i powoływania nowych rządów. Poprzez postać Mége’a, konsekwentnego lewicowego krytyka kolejnych gabinetów, który jednak sam nie jest w stanie nigdy przejąć władzy i przeprowadzić reform, wyraża wątpliwość w skuteczność także i parlamentarnej taktyki działania na rzecz najuboższych, lansowanej przez środowiska reformistyczne, krytykuje również dogmatyzm tego polityka (prototypem Mege’a był najprawdopodobniej Jules Guesde). Tym samym jeszcze wzmocnione zostaje końcowe przesłanie dzieła.

## Recepcja
Powieść ukazała się w odcinkach w dzienniku Le Journal na przełomie lat 1897 i 1898, w czasie, gdy w toku była sprawa Dreyfusa, a Zola był na ustach opinii publicznej raczej jako autor listu otwartego Oskarżam!, niż jako powieściopisarz. Na żądanie wydawcy publikacja Paryża w formie książkowej została odłożona na marzec 1898, co nie uchroniło dzieła przez gwałtowną reakcją krytyki. Środowiska prawicowe i katolickie powtórzyły zarzuty stawiane Zoli już wcześniej: oczernianie konserwatystów i Kościoła Rzymskokatolickiego, propagowanie socjalizmu (chociaż pisarz nigdzie w dziele nie odwołuje się do tej ideologii). Słowa pochwały napłynęły natomiast z lewicy, także parlamentarnej, mimo jej krytyki w utworze: Jean Jaurès zachwycał się potęgą wyrażonego w powieści protestu przeciw nędzy, chociaż nie podzielał krytycznych uwag Zoli o parlamentarnym socjalizmie, zaś Léon Blum – wyrażoną w finale życiową filozofią pisarza.